# Peter Reininghaus
Peter Edler von Reininghaus, ab 1919 Peter Reininghaus, (* 27. Oktober 1896 in Steinfeld bei Graz, Steiermark; † 21. Januar 1973 ebenda) war ein österreichischer Unternehmer aus der Familie Reininghaus.

## Leben
Der Enkel von Johann Peter von Reininghaus bzw. Sohn von Johann Edlen von Reininghaus und dessen Frau Gina, der späteren Gina Conrad von Hötzendorf, besuchte das Theresianum in Wien und maturierte kurz vor Ausbruch des Ersten Weltkriegs. Er meldete sich freiwillig und diente an der italienischen Front, wo er bis zum Leutnant aufstieg.
Nach seiner Heimkehr im Jänner 1918 begann er ein Studium der Chemie und Physik in Graz und übernahm ab 1920 eine führende Position in der seiner Familie gehörenden Brauerei. Peter Reininghaus führte das Unternehmen aus den Schwierigkeiten der Nachkriegszeit des Ersten Weltkrieges mit ihrem Verlust des großen Wirtschaftsgebietes der Donaumonarchie.
Es gelang ihm auch, auf die Brauerei Göss kontrollierenden Einfluss zu gewinnen und wurde 1937 geschäftsführender Präsident der Brüder Reininghaus AG.
Zu den Betrieben der mit ihm eng verwandten Familie Mautner Markhof (man saß u. a. gegenseitig in Aufsichtsgremien u. Ä.) entwickelte sich jedoch eine gewisse Konkurrenz, der Semmering wurde als Absatzgrenze festgelegt.
Unmittelbar nach dem Anschluss Österreichs an das Dritte Reich 1938 wurde Peter von Reininghaus von den neuen Machthabern fristlos entlassen sowie aller öffentlichen Mandate enthoben. Am 13. März 1938 wurde er von der Gestapo verhaftet und kam erst zwölf Tage später wieder frei. Ohne ein weiteres Verfahren wurde er umgehend des Landes verwiesen. Er emigrierte schließlich über einige Zwischenstationen mit seiner zweiten Frau Nora und seinem jüngsten Sohn Peter nach Triest und Abbazia.
Da ihn der Erwerb der Ausreisepapiere alles gekostet hatte, stand er nun mittellos da. In der Zeit des Exils zum Müßiggänger geworden, lernte er nun autodidaktisch Italienisch und Englisch und beschäftigte sich mit den Werken deutscher und französischer Philosophen. Auch Goethes Faust lernte er auswendig.
Unmittelbar nach dem Attentat vom 20. Juli 1944 erhielt Reininghaus eine Vorladung der Gestapo. Er konnte aber vorgewarnt werden, sodass er rechtzeitig untertauchte und sich bis Kriegsende auf Dachböden und in Kellern versteckt hielt. Als er 1945 zum ersten Mal nach sieben Jahre nach Graz zurückkam, ließ ihn der Anblick des zerstörten Unternehmens, zunächst in tiefe Resignation verfallen.
Ab 1947 widmete er sich dem Wiederaufbau des Familienunternehmens, welches sich in der Kriegszeit mit der Brauerei Puntigam vereinigt hatte. Einen Zusammenschluss der Brüder Reininghaus AG mit der Brauerei Schwechat lehnte er 1969 jedoch ab, sodass diese sich mit der Brau Union vereinigte. Peter Reinighaus war überdies ein großer Förderer des „Steirischen Hopfens“. Auf seine Initiative wurden im Raum Leutschach in den frühen 1950er Jahren Bauern gewonnen, um mit dem Hopfenanbau zu beginnen. Heute erzeugen 15 Betriebe auf über 80 Hektar Anbaufläche fast 20 Prozent des Hopfenbedarfs der steirischen Brauereien.

### Privatleben
Seit Oktober 1920 war der in der Familie als eigensinnig und schwierig geltende Peter Reininghaus mit Anna „Nini“ Gräfin von Widmann-Sedlnitzky verheiratet, mit der er die Kinder Anton („Tono“), Peter und Theresia bekam. Sein Verhältnis zur eng verwandten Familie Mautner Markhof war jedoch meistens getrübt.
Der „Präsident“ Peter von Reininghaus galt als sehr feinfühlig und kunstsinnig, so soll er ein sehr guter Pianist gewesen sein.
Seine Schwester, Johanna (genannt „Hansi“) von Reininghaus (1899–1960), heiratete 1927 den belgischen Bankier Henri Lambert (1887–1933).